# Bătălia de la Baugé
Bătălia de la Baugé (în engleză Battle of Baugé, în franceză Bataille de Baugé) a fost o importantă bătălie a Războiului de 100 de Ani, care a avut loc pe 22 martie 1421 între forțele engleze pe de-o parte și cele franco-scoțiene pe de altă parte.

## Context
În luna martie 1421 trupele ducelui de Clarence, aproximativ 3.500 - 4.000 de ostași, inclusiv aproximativ 2.000 de arcași, efectua o razie de prădare în provinciile Maine și Anjou. Către 21 martie trupele engleze au ajuns la orașul Baugé, la est de Angers, capitala provinciei de Anjou, în care era situat palatul mamei Delfinului Franței, Yolanda de Aragon. Forțele engleze, în cea mai mare parte arcași s-au împrăștiat prin împrejurări în căutare de furaje, jefuind satele din apropiere.
Armata franco-scoțiană, numărând aproximativ 5.000 - 6.000 ostași, compusă preponderent din infanteriști sub comanda contelui de Buchan și noului conetabil al Franței, Gilbert La Fayette se îndrepta spre Baugé, ajungând în apropierea orașului la 21 martie. Cel mai probabil, englezii nu au cunoscut poziția și nici numărul francezilor.

## Desfășurare
În după-amiaza zilei de 21 martie, unul dintre detașamentele de arcași, împrăștiate prin împrejurimi, a capturat un cavaler francez, probabil spion, și l-au adus ducelui de Clarence. Ducele a decis să-i atace imediat pe francezi, neascultând sfatul cavalerilor, care îl rugau să aștepte să se adune toți arcașii. Astfel, la aproximativ 2 ore înainte de apus, trupele engleze au ieșit în fața celor franceze. Circa 1.500 de cavaleri ai lui Clarence au atacat avangarda cavaleriei lui La Fayette, care încerca să treacă podul. Lupta s-a dat pe pod, Clarence cu o parte a trupelor sale a traversat râul și a lovit în flanc. Francezii luptau cu dârzenie, dar au început să se retragă de-a lungul drumului și prin oraș.
Între timp, pe câmpul luptei au ajuns scoțienii sub comanda lui Buchan dislocându-se pe un deal din apropiere, acolo începându-se să se adune și rămășițele avangardei. Trecând de oraș, Clarence și-a așezat trupele, și cu restul infanteriei care s-a apropiat a intrat în luptă, în ciuda superiorității numerice semnificative a scoțienilor. Scoțienii, de asemenea, au intrat în luptă cu resturile avangardei franceze, anihilând primele rânduri engleze și atacând în flanc. Contele Clarence a fost ucis, iar englezii, prinși între râu și inamic, au fost distruși. 
În amurg armata franco-scoțiană a mărșăluit mai departe, iar forțele engleze (cca. 2.000) sub comanda contelui de Salisbury au luat trupurile lorzilor uciși și s-au retras în Normandia.